# Beaumont (Górna Loara)
Beaumont – miejscowość i gmina we Francji, w regionie Owernia-Rodan-Alpy, w departamencie Górna Loara.
Według danych na rok 1990 gminę zamieszkiwało 231 osób, a gęstość zaludnienia wynosiła 19 osób/km² (wśród 1310 gmin Owernii Beaumont plasuje się na 619. miejscu pod względem liczby ludności, natomiast pod względem powierzchni na miejscu 735.).